# 日本数学会
一般社団法人日本数学会（いっぱんしゃだんほうじんにほんすうがっかい、英語: The Mathematical Society of Japan、略称 : MSJ）は、1877年（明治10年）に設立された東京数学会社を起源とする1946年（昭和21年）に設立された学会である。応用数学等を含む数学の研究に関する交流の場であり、数学を一般社会へ普及することを図る。また、関係諸方面と協力して学術文化の向上発展に寄与することを目的とする。会員約 5,000 名を擁する組織である。日本国内および国際的に、数学の進歩・発展のために力をつくしている。

## 沿革
- 1877年5月 - 東京数学会社として設立（「会社」はsocietyの訳語[2]）。神田孝平と柳楢悦を代表に、川北朝鄰、福田理軒、塚本明毅、岡本則録、菊池大麓らが補佐した[2]。数学会の設立としてはロンドン数学会（1865年）、フランス（1872年）に次ぐが、会員は和算家と西洋数学を習得した軍関係者が多く、会員総数は117名を数えた[2]。例会開催と雑誌発行に加え、1880年より西洋数学用語の訳語会を発足、数学書の展示会も開催され、会員も次第に洋算家中心に変化した[2]。
- 1884年6月 - 東京数学物理学会に改組。このころは物理学者も含む組織であった。
- 1919年1月 - 日本数学物理学会と会名変更。
- 1945年12月15日 - 日本数学物理学会臨時総会にて同学会の解散と日本物理学会との2つの学会への分離が決議される[3]。
- 1946年6月2日 - 東京大学理学部にて日本数学会の設立総会が開かれる。総会の議長は矢野健太郎、初代理事長（委員長）は正田建次郎。当初の会員数は751名。社団法人認可申請については正田理事長（委員長）の下で進めることとなった。
- 1952年 - 社団法人となる。
- 2012年4月1日 - 一般社団法人となる[4]。

## 組織
研究分野ごとに次の10の分科会が設けられている。
1. 数学基礎論および歴史
2. 代数学
3. 幾何学
4. 函数論
5. 函数方程式論
6. 実函数論
7. 函数解析学
8. 統計数学
9. 応用数学 (数値解析や数理モデル等を扱う)
10. トポロジー

また所属大学などの所在地別に次の支部がある。
- 北海道支部
- 東北支部
- 関東支部
- 中部支部
- 京都支部（滋賀県、京都府、奈良県）
- 阪神支部（大阪府、兵庫県、和歌山県）
- 中国・四国支部
- 九州支部

## 学術的会合

### 年会・秋季総合分科会
毎年3月に年会、9月に秋季総合分科会がそれぞれ4日間の日程で行われる。会員の間ではそれぞれ「春の学会」、「秋の学会」と呼ばれることが多い。会場は各大学の持ち回りである。
年会・秋季総合分科会では次のような講演が行われる。
総合講演
2名が各1時間の講演を行う。うち一名は春季賞・秋季賞の受賞者である。
企画特別講演
1時間の講演が並行して数件ずつ行われる。
分科会特別講演
分科会ごとに分かれて1時間の講演が行われる。
一般講演
会員の申し込みにより行われる講演である。分科会ごとに分かれて行われる。なお「無限可積分系」セッションは独立した分科会でないが、分科会特別講演および一般講演では分科会と同様に扱われる。時間は各5分から20分程である。
市民講演会
一般市民向けの講演。
このほか、後述する各賞の受賞者の発表、表彰、学会の運営や研究・教育上の諸問題を話し合うための会議が行われる。

### その他の会合
日本数学会国際研究集会 (MSJ-IRI) が2005年までに14回開催されている (その後はMSJ-SIに移行した)。また各分科会の主催するシンポジウム・研究集会なども行われている。例えば応用数学分科会は応用数学合同研究集会を開催している。

## 出版物
定期的な刊行物としては以下がある。
数学 (sugaku)
1947年創刊の日本語機関誌。日本語論文、企画記事、書評、学会ニュースなどを掲載する。
数学通信
1996年創刊。数学会報など会員向けの情報を掲載する。
Journal of the Mathematical Society of Japan (JMSJ)
1948年創刊の欧文機関誌。世界中から投稿された最新研究論文を、各分野の第一線の専門家による査読を経て掲載する日本を代表するジャーナルである。
Japanese Journal of Mathematics (JJM)
1924年創刊の欧文誌。1975年以降 (2nd series) 数学会の公式の出版物となる。2006年に third series として、概説 (survey) を中心に掲載するようになった。
このほか不定期に Publications of the Mathematical Society of Japan、Advanced Studies in Pure Mathematics、MSJ Memoirs として数学書、講義録などを出版している。

## 賞
日本数学会の授与する賞には次のようなものがある。
日本数学会賞 春季賞
40歳未満の優れた研究者に与えられる。
日本数学会賞 秋季賞
優れた研究を行った研究者、または研究グループに与えられる。年齢の制限はない。
日本数学会賞 建部賢弘特別賞、建部賢弘奨励賞
総称して建部賞ともいう。若手の数学者（特別賞は35歳以下，奨励賞は30歳以下）を対象にしており、特別賞は毎年3名程度、奨励賞は毎年5名程度に与えられる。
関孝和賞
数学の研究業績以外の功績によって数学の発展に寄与した個人・団体に与えられる。関孝和の出身地である藤岡市から副賞が贈られる。
出版賞
出版・著作により数学の研究・教育・普及に業績をあげた個人・団体に与えられる。2005年に新設された賞である。
弥永賞
弥永昌吉からの寄付金を基金として若手研究者に与えられていた賞。1987年に日本数学会賞が新設されたことにより、その春季賞に役目を譲った。
この他、分科会などにより与えられる賞として、幾何学賞、代数学賞、解析学賞、応用数学研究奨励賞がある。

## 理事長
- 正田建次郎 - 1946年度。大阪大学教授。
- 窪田忠彦 - 1948年度。東北大学教授。
- 末綱恕一 - 1949年度。東京大学教授。
- 彌永昌吉 - 1950、52、53、56、58、61、63、69、70年度。東京大学名誉教授。学習院大学元教授。
- 福原満洲雄 - 1951、1954-1955、1960、1966年度
- 吉田耕作 - 1957、59、62、64、65、67、72年度。東京大学元教授、日本学士院恩賜賞受賞者（1967年5月23日）。
- 河田敬義 - 1966、68年度。東京大学名誉教授。上智大学元教授。
- 木村俊房 - 1977、78、83、84年度。東京大学教授。
- 伊藤清 - 1979、80年度。学習院大学教授。
- 藤田宏 - 1981、82年度。東京大学教授。
- 小松彦三郎 - 1985、86年度。東京大学教授。
- 伊藤清三 - 1987、88年度。東京大学名誉教授
- 服部晶夫 - 1989、90年度。東京大学教授。
- 藤原大輔 - 1991、92年度。東京工業大学教授。
- 飯高茂 - 1993、94年度。学習院大学教授。
- 岡本和夫 - 1995、96年度。東京大学教授。
- 浪川幸彦 - 1997、98年度。名古屋大学教授。
- 松本幸夫 - 1999、2000年度。東京大学教授。
- 楠岡成雄 - 2001、02年度。東京大学教授。
- 森田康夫 - 2003、04年度。東北大学教授。
- 小島定吉 - 2005、06年度。東京工業大学教授。
- 谷島賢二 - 2007、08年度。学習院大学教授。
- 坪井俊 - 2009、10年度。東京大学教授。
- 宮岡洋一 - 2011、12年度。東京大学教授。
- 舟木直久 - 2013、14年度。東京大学教授。
- 小谷元子 - 2015、16年度。東北大学教授
- 寺杣友秀 - 2019、20年度。法政大学教授。
- 清水扇丈 - 2021、22年度。京都大学教授。
- 鎌田聖一 - 2023、24年度。大阪大学教授。

## 調査
- 大学生数学基本調査[17] - 2011年4～7月、国公立私立48大学の新入生中心の約6000人に、小中高校で学んだ統計や代数、解析など数学5分野から基礎学力を問う試験を実施。この調査により、数学の基礎学力や論理的思考力が十分身についていないことが明らかになった。（例えば、大学生の24%が、小学6年で習う「平均」の考え方を問う問題を間違えた。）[18]